# Claudia Ramírez
Claudia Julieta Ramírez Valdez (Minatitlán, Veracruz; 30 de julio de 1964) es una actriz mexicana.

## Filmografía

### Televisión
- La fiera (1983)... Dependienta
- Juana Iris (1985) ... Montserrat
- El ángel caído (1985) ... Brenda Haro
- La hora marcada (1986)
- Cautiva (1986) ... Gabriela
- Lista negra (1986) ... Nora Capelli
- La indomable (1987) ... Nabile
- Morir para vivir (1989) ... Alicia Guzmán / Andrea Quijano
- La pícara soñadora (1991) ... Rosa Fernández García
- Triángulo (1992) ... Nina Granados Verti
- Los parientes pobres (1993) ... Juliana "Julianita" Santos
- María José (1995) ... María José Reyes de Almazán
- Te sigo amando (1996-1997) ... Yulissa Torres Quintero
- Demasiado corazón (1997-1998) ... Natalia Solórzano
- El amor de mi vida (1998-1999) ... Ana Valdez
- Lo que es el amor (2001-2002) ... Tania Lomelí
- S.O.S.: Sexo y otros secretos (2007-2008) ... Irene
- Plaza Sésamo (2009) ... Clau
- Gritos de muerte y libertad (2010) ... Esposa de Riaño
- Rosa Diamante (2012) ... Raquel Altamirano
- Infames (2012) ... María Eugenia Tequida
- Fortuna (2013) ... Mercedes Ledesma
- El color de la pasión (2014) ... Rebeca Murillo Rodarte de Gaxiola
- Lo imperdonable (2015) ... Magdalena "Malena" Castilla de Martínez / de Botel
- El hotel de los secretos (2016) ... Cecilia Gaitán
- Sin tu mirada (2017-2018) ... Prudencia Arzuaga de Ocaranza
- La jefa del campeón (2018) ... Nadia Padilla de Linares
- La usurpadora (2019) ... Jefa de Camilo
- ¿Quién mató a Sara? (2021-2022) ... Mariana Toledo de Lazcano[1][2]
- Fuego ardiente (2021) ... Irene Ferrer[3]
- Mi secreto (2022) - Fedra Espinoza de Ugarte
- Un extraño enemigo (2022) - Aída Carral[4]
- Mujeres asesinas (2022) - Marta[5]
- Regalo de amor (2025) - Fausta Mondragón[6]

### Cine
- Dune (1984) ... Chica Fremen
- Crónica de familia (1986) ... María Iturbide
- Sin la furia de Dios (1988)
- El hijo de Lamberto Quintero (1990)
- Luna de miel al cuarto menguante (1990)
- Solo con tu pareja (1991) ... Clarisa Negrete
- Dentro de la noche (1991)
- Secuestro a mano armada (1992)
- Tres son peor que una (1992)
- Los temerarios (1993)
- Repartidores de muerte (1993) ... Claudia
- Prueba de amor (1994)
- Vagabundo (1994) ... Perla
- Juego limpio (1995) ... Alejandra
- Streeters (2001) ... Automovilista
- Espinas (2005) ... Doña Cata
- La balada de Ringo Starr (2006) ... Psiquiatra
- Sexo, amor y otras perversiones (2006) ...  Mujer rubia
- Casi treinta (2014)
- Dibujando el cielo (2018)
- El hubiera sí existe (2019) ... Guadalupe
- Mirreyes vs Godínez (2019)
- El club de los idealistas (2020) ... Tristana
- Mirreyes contra Godínez 2: El retiro (2022) ... Emilia Kuri[7]

### Teatro
- Tic Tac Boom (2013) ... Patricia
- El curioso incidente del perro a medianoche (2014) ... Siobhan

## Premios y nominaciones

### Premios TVyNovelas
| Año  | Categoría                | Telenovela            | Resultado |
| ---- | ------------------------ | --------------------- | --------- |
| 1998 | Mejor actriz protagónica | Te sigo amando        | Nominada  |
| 2015 | Mejor actriz antagónica  | El color de la pasión | Nominada  |
| 2016 | Mejor actriz coestelar   | Lo imperdonable       | Nominada  |
| 2018 | Mejor actriz coestelar   | Sin tu mirada         | Nominada  |